# Dzień Republiki w Turcji
Dzień Republiki – tureckie święto państwowe obchodzone 29 października, t.j. w rocznicę proklamowania Republiki Turcji, utworzonej w 1923 po upadku imperium osmańskiego.
Dzień Republiki jest dniem wolnym od pracy.